# Intendencia de San Miguel de Tucumán
La Gobernación  del Tucumán o Gobernación Intendencia del Tucumán, fue una proyectada intendencia en el virreinato del Río de la Plata (integrante del Imperio español) que, en teoría, tuvo un corto año de duración. En la práctica, Mandada a crear por el rey Carlos III de España mediante la Ordenanza de Intendentes de 1782, nunca llegó a ser puesta en práctica, ya que en 1783 el rey modificó la Ordenanza y ordenó la división de la intendencia en dos, la de Salta del Tucumán, teniendo a la ciudad de Salta como capital, y la de Córdoba del Tucumán, teniendo a la ciudad de Córdoba como capital.
De acuerdo al texto de 1782, su capital habría sido la ciudad de San Miguel de Tucumán y su jurisdicción debía ser en base a su predecesora, la gobernación del Tucumán. Con la modificación de 1783, en cambio, la ciudad de San Miguel de Tucumán —con los territorios adyacentes— fue convertida en subdelegación de la Intendencia de Salta del Tucumán, con capital en la ciudad de Salta.
El 8 de octubre de 1814 se creó la Intendencia del Tucumán, como jurisdicción de las Provincias Unidas del Río de la Plata, con capital en San Miguel de Tucumán; incluía las jurisdicciones de esa ciudad y de las de San Fernando del Valle de Catamarca y de Santiago del Estero, separándose definitivamente de la Intendencia de Salta.

Tras la disolución del directorio y del Congreso, el gobernador intendente de Tucumán, coronel Bernabé Aráoz, erigió el 22 de marzo de 1820 la República del Tucumán, integrada por los territorios que formaban la gobernación intendencia (Santiago del Estero, Catamarca y Tucumán), y sancionó una constitución el 6 de septiembre de 1820. Para el momento de la sanción de la constitución de la República, Santiago del Estero y su jurisdicción ya se habían separado de la sujeción a ésta. Catamarca hizo lo propio a fines de 1821 y Aráoz fue derrocado, quedando Tucumán reducida a lo que es hoy la provincia de Tucumán y poniendo fin a la República Federal del Tucumán.

## Período del virreinato
La Real Ordenanza de Intendentes de Ejército y Provincia del 28 de enero de 1782 dividió el virreinato de Buenos Aires en ocho intendencias, entre ellas la de San Miguel de Tucumán, formada sobre la base de la gobernación del Tucumán y comprendiendo el territorio del obispado del Tucumán: 

Art. 1º: A fin de que mi Real voluntad tenga su pronto y debido efecto, mando dividir por ahora en ocho Intendentes el distrito de aquel Virreinato, y que en lo sucesivo se entienda por una sola Provincia el territorio o demarcación de cada Intendencia con el nombre de la Ciudad o Villa que hubiese de ser su Capital, y en que habrá de residir el Intendente quedando las que en la actualidad se titulan Provincias con la denominación de Partidos, y conservando estos el nombre que tienen aquellas. Será una de dichas Intendencias la General del Ejército y Provincia que ya se halla establecida en la Capital de Buenos Aires y su distrito privativo será todo el de aquel Obispado. Las siete restantes, que han de crearse, serán solo de Provincia; y se habrá de establecer una en la Ciudad de la Asunción del Paraguay, que comprenderá todo el territorio de aquel Obispado; otra en la Ciudad de San Miguel del Tucumán debiendo ser su distrito todo el Obispado de este nombre; (...). Y las expresadas demarcaciones se especificarán respectivamente en los títulos que se espedieren a los nuevos Intendentes que Yo elija, pues me reservo nombrar siempre y por el tiempo de mi voluntad para estos empleos personas de acreditado celo, honor, integridad y conducta, como que descargaré en ellas mis cuidados, cometiendo al suyo el inmediato gobierno y protección de mis Pueblos

El 14 de abril de 1783 fue promulgada la real cédula creadora de la Real Audiencia de Buenos Aires, "la cual tenga por distrito la provincia de este nombre y las tres del Paraguay, Tucumán y Cuyo", quedando el territorio de la proyectada intendencia en su jurisdicción.
El 5 de agosto de 1783 el rey Carlos III hizo en San Ildefonso diecisiete modificaciones a la Real Ordenanza de Intendentes de 1782, entre ellas una que suprimió las gobernaciones Intendencias de San Miguel de Tucumán y de Cuyo, creando con ellas las Intendencias de Salta del Tucumán y de Córdoba del Tucumán, las que se hicieron efectivas en 1784. 

IV. – Por muy justas y recomendables razones, calificadas con los más verídicos y autorizados informes dirigidos a mis Reales manos por el actual Virrey de Buenos Aires apoyándolos con el Suyo de 26 de Enero de 1781, tuve por preciso y conveniente a mi Real Servicio y a la Causa Pública de aquellos mis dominios, resolver en 26 de Febrero de 1782, y en su consecuencia mandar por la ya citada Real Orden de 29 de Julio siguiente, que se dividiese en dos Gobiernos el de la Provincia de Tucumán con el agregado de la de Cuyo, y conforme al Plan propuesto por los enunciados informes; debiendo en su consecuencia quedar por residencia y Capital del nuevo Gobierno la Ciudad de Córdoba del Tucumán, y comprender además las de Mendoza, San Juan del Pico, San Luis de Loyola y Rioja con sus respectivos distritos; y situarse la residencia del otro Gobierno del resto de la dicha Provincia en la Ciudad de Salta como más proporcionada a ser la Capital de las de Jujuy, San Miguel, Santiago del Estero y Catamarca, con sus correspondientes jurisdicciones. Y siendo consiguiente a esta variación hacerla también en las residencias que por el Artículo 7º de la citada Ordenanza se determinaron a las dos Intendencias que por el mismo se mandaron establecer en el propio territorio que han de abrazar los expresados dos Gobiernos, es mi voluntad y mando que la Intendencia a que se señaló por Capital la Ciudad de Mendoza se sitúe en la de Córdoba del Tucumán y que la mandada erigir en la Ciudad de San Miguel se establezca en la de Salta, uniéndose una y otra a los respectivos Gobiernos para que el distrito señalado a cada uno de ellos sea el de su Intendencia, y se entienda por una sola Provincia, según está dispuesto por el mencionado Artículo 1º, quedando el ejercicio de Vice Patronato en toda ella a su Gobernador Intendente en observancia de lo prescripto acerca de este particular en el Artículo 6º de la referida Ordenanza

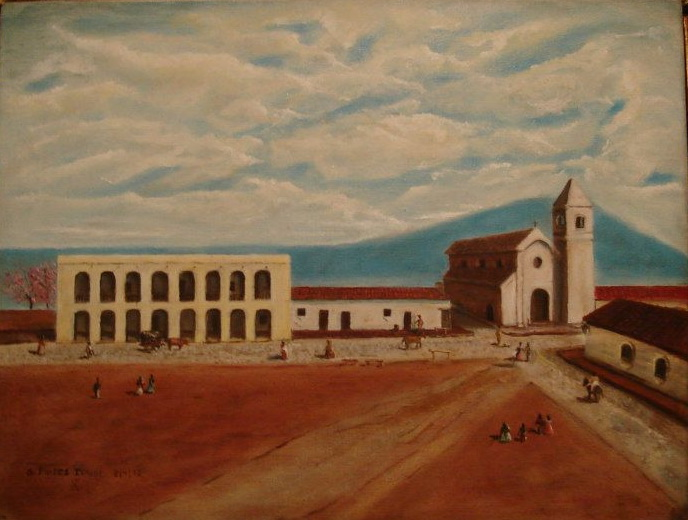
Plaza principal de San Miguel de Tucumán durante 1812. Pueden verse el antiguo cabildo y la iglesia de San Francisco. Óleo de Gerardo Flores Ivaldi.

Sin embargo de que la cabecera de la nueva intendencia debía trasladarse a Salta, el primer intendente asumió el cargo el 24 de diciembre de 1783. 

## Período de las Provincias Unidas del Río de la Plata

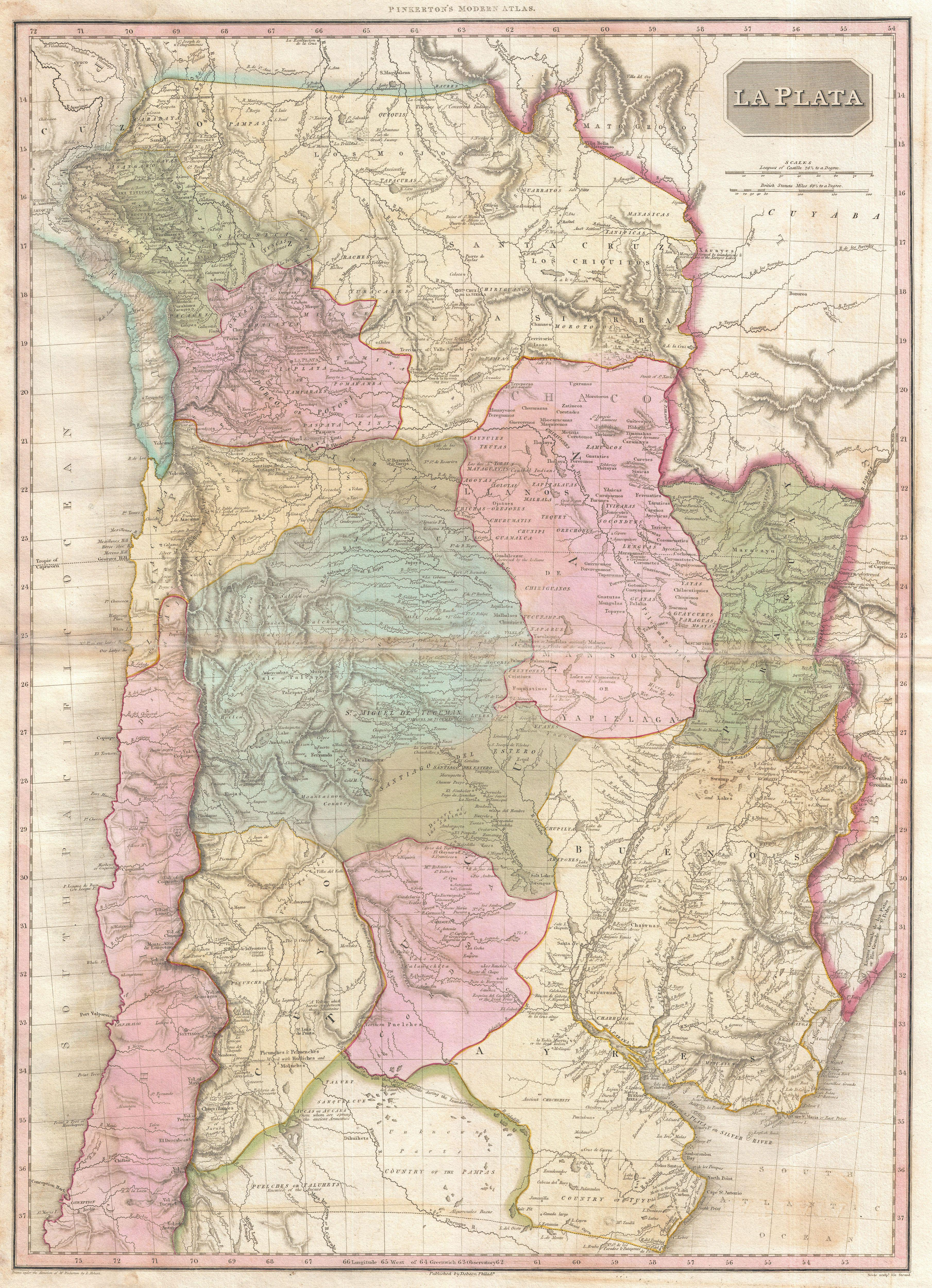
Mapa publicado en 1818 mostrando la intendencia de Salta del Tucumán correspondiente a 1814.

Por decreto del 8 de octubre de 1814 el director supremo de las Provincias Unidas del Río de la Plata, Gervasio Antonio de Posadas, dividió la intendencia de Salta del Tucumán y creó la gobernación intendencia del Tucumán, con capital en San Miguel de Tucumán y cuya jurisdicción integraron, además, las ciudades de San Fernando del Valle de Catamarca y Santiago del Estero.

Artículo 1: El territorio que comprenden los pueblos del Tucumán, Santiago del Estero y Valle de Catamarca formara desde hoy una provincia del Estado con la denominación de Provincia de Tucumán. Sus límites serán las respectivas jurisdicciones de los referidos pueblos.

- Wikisource contiene obras originales de o sobre Intendencia de San Miguel de Tucumán.

Durante el período de esta intendencia el Congreso de Tucumán, reunido en San Miguel de Tucumán el 9 de julio de 1816 declaró la Independencia de la Argentina.
El 22 de marzo de 1820, el gobernador tucumano Bernabé Aráoz proclamó la completa autonomía de la Intendencia —aunque no la independencia nacional, como se ha sostenido por algunos autores— y proclamó la República del Tucumán. Sin embargo, tanto Santiago del Estero como Catamarca rechazaron esa república, y la primera logró conservar su autonomía. Aunque Catamarca fue obligada a volver a la obediencia del gobierno tucumano, en agosto de 1821 volvió a proclamar su soberanía y pocos días más tarde fue derrocado Aráoz. De modo que la República quedó disuelta y el territorio de la antigua Intendencia disgregado entre las actuales provincias de Tucumán, Santiago del Estero y Catamarca.